# ریچارد کرزن هاو، سومین ارل هاو
ریچارد کرزن هاو، سومین ارل هاو (انگلیسی: Richard Curzon-Howe, 3rd Earl Howe؛ ۱۴ فوریه ۱۸۲۲ – ۲۵ سپتامبر ۱۹۰۰) فرمانده نظامی و سیاستمدار اهل پادشاهی متحد بریتانیای کبیر و ایرلند بود.